# アルバート・サルミ
アルバート・サルミ（Albert Salmi、1928年3月11日 - 1990年4月22日）はアメリカ合衆国の俳優。主にテレビドラマを中心に活動し、特に西部劇作品での活躍に対してWestern Heritage AwardのBronze Wranglerを受賞している

## 略歴
1928年にニューヨーク・ブルックリンでフィンランド移民であるSvanteとIdaのSalmi夫妻のもとに生まれる。家で両親はフィンランド語しか話さなかった。高校を卒業すると、第二次世界大戦に従軍し、退役後、アクターズ・スタジオで演技を学び、舞台俳優となる。その後、ブロードウェイの舞台にも立つようになり、1955年初演の『Bus Stop』（ウィリアム・インジ作。1956年にマリリン・モンロー主演で『バス停留所』として映画化）にボー・デッカー役で出演し、成功を収める。
1950年代半ばからテレビドラマに出演するようになる一方、1958年に『カラマゾフの兄弟』で映画デビュー。本作と『無頼の群』の2作品での演技により、同年のナショナル・ボード・オブ・レビュー賞で助演男優賞を受賞する。その後はテレビドラマを中心に活動し、特に西部劇作品での活躍が評価され、1967年にはWestern Heritage AwardのBronze Wranglerを受賞している。

### 私生活
生涯で2回結婚している。最初の妻は元子役スターのペギー・アン・ガーナーで、1956年に結婚し、娘キャサリン・アン・サルミが生まれるが、1963年に離婚する。なお、娘キャサリンは1995年に38歳で心臓病により死去している。
2番目の妻ロバータ・ポロックとは1964年に結婚し、2子をもうける。そのうちの1人、娘のジェニファー・サルミは女優である。
俳優としては悪役など強面の役柄を演じることが多かったが、本人はもの静かな家族思いの人物で、ハリウッドの派手な生活を嫌い、晩年は妻と暮らしていたワシントン州スポケーンで俳優の育成を行なっていた。

### 衝撃的な死
1990年4月、サルミと妻ロバータが自宅で死んでいるのが発見される。2人は当時別居中で、自宅には妻が1人で暮らしていた。サルミは深刻な鬱病を患っており、妻を射殺後、自ら拳銃自殺したものと見られている。

## 主な出演作品
- カラマゾフの兄弟 The Brothers Karamazov (1958)
- 無頼の群 The Bravados (1958)
- 許されざる者 The Unforgiven (1960)
- 荒れ狂う河 Wild River (1960)
- 暴行 The Outrage (1964)
- 墓石と決闘 Hour of the Gun (1967)
- 新・猿の惑星 Escape from the Planet of the Apes (1971)
- テキサス大強盗団 Something Big (1971)
- 燃えよ! カンフー Kung Fu (1972-1974) ※テレビシリーズ
- 巨大蟻の帝国 Empire of the Ants (1977)
- チャールズ・ブロンソン/愛と銃弾 Love and Bullets (1979)
- 超高層プロフェッショナル Steel (1979)
- ブルベイカー Brubaker (1980)
- ボールズ・ボールズ Caddyshack (1980)
- ドラゴンスレイヤー Dragonslayer (1981)
- 死線からの脱出 Born American (1986)